# Edmond Leclercq
Edmond Leclercq (Dampremy, 14 maart 1867 - Marcinelle, 7 januari 1959) was een Belgisch volksvertegenwoordiger.

## Levensloop
Leclercq was beroepshalve industrieel.
In 1907 werd hij gemeenteraadslid van Marcinelle en was er schepen van 1912 tot 1927. Hij was ook provincieraadslid voor Henegouwen (1921-1932).
In mei 1932 werd hij liberaal volksvertegenwoordiger voor het arrondissement Charleroi, in opvolging van de overleden Arthur Pater. Hij vervulde dit mandaat tot aan zijn ontslag in mei 1947.
Hij zetelde ook in de Assemblée wallonne en nam deel in 1945 aan het Waals Nationaal Congres.